# Agromyza illustris
Agromyza illustris este o specie de muște din genul Agromyza, familia Agromyzidae, descrisă de Spencer în anul 1977. Conform Catalogue of Life specia Agromyza illustris nu are subspecii cunoscute.